# Papas z Likaonii
Papas z Likaonii – święty męczennik wczesnochrześcijański, czczony w Kościele katolickim i prawosławnym.
Święty żył w mieście Larande (Azja Mniejsza) za panowania cesarza Maksymiana (305 – 311). Został osądzony i torturowany za wiarę w Chrystusa, następnie dla powtórnego sądu ciągnięty był w butach z cholewami z wbitymi do wnętrza ostrzem gwoździami, do miasta Diocezarei i dalej do Seulecji Isawrejskiej(?). Święty Papas skonał przywiązany do wyschniętego drzewa, które następnie zaczęło dawać owoce.
W Rzymskim Martyrologium wspomina się świętego tymi słowy: W Likaonii świętego Papasa, który z powodu wiary swej w Chrystusa był biczowany, rozdzierany żelaznymi hakami i zmuszony do chodzenia w trzewikach nadzianych ostrymi gwoździami. W końcu został powieszony na drzewie, gdzie wyzionął ducha. Drzewo to dotąd nieurodzajne, od owego czasu zaczęło rodzić owoce.